# فانگ فی فی
فانگ فی فی (انگلیسی: Fong Fei-fei؛ چینی ساده: 凤飞飞؛ چینی سنتی: 鳳飛飛؛ پین‌یین: Fèng Fēifēi؛ زاده ۲۰ اوت ۱۹۵۳ - درگذشت ۳ ژانویه ۲۰۱۲) نام هنگام تولد لیم چیو لوان (Lim Chiu-Luan (林秋鸾; 林秋鸞; Lín Qiūluán یک زن خواننده، مجری و بازیگر اهل تایوان بود.

## بزرگداشت
در تاریخ ۲۰ اوت سال ۲۰۱۹ یک گوگل دودل با نمایش طرحی از فانگ فی فی، در بزرگداشت تولد ۶۶ سالگی این خواننده منتشر شد.